# Electric Jewels (canción)
«Electric Jewels» (en español: «Joyas eléctricas») es una canción de rock compuesta por Myles Goodwyn y Jim Clench.  Se enlistó como la tercera melodía del álbum de estudio homónimo de la banda de rock canadiense April Wine, lanzado por Aquarius Records en 1973.

## Publicación y recibimiento
Un año después del lanzamiento del disco antes mencionado, «Electric Jewels» salió a la venta como el quinto y último sencillo del álbum del mismo nombre.  En la cara B de este sencillo está la canción «I Can Hear You Callin'» («Puedo oírte llamar» en español) escrita también por Goodwyn y Clench.
Este tema entró en la lista de los 100 sencillos más populares de la revista RPM Magazine, alcanzando la 84.º posición el 1 de junio de 1974.

## Lista de canciones

### Cara A
| side one |                   |                            |          |  |
| N.º      | Título            | Escritor(es)               | Duración |  |
| 1.       | «Electric Jewels» | Myles Goodwyn / Jim Clench | 3:20     |  |

### Cara B
| side one |                          |                  |          |  |
| N.º      | Título                   | Escritor(es)     | Duración |  |
| 2.       | «I Can Hear You Callin'» | Goodwyn / Clench | 3:20     |  |

## Créditos
- Myles Goodwyn — voz principal y coros, guitarra, piano y mellotron
- Jim Clench — bajo y coros
- Gary Moffet — guitarra
- Jerry Mercer — batería

## Listas
| Año  | País   | Lista                    | Posición máxima |
| ---- | ------ | ------------------------ | --------------- |
| 1974 | Canadá | RPM Magazine Top Singles | 84.º            |